# Yelahanka
Yelahanka är en ort i Indien.   Den ligger i distriktet Bangalore Urban och delstaten Karnataka, i den södra delen av landet, 1 700 km söder om huvudstaden New Delhi. Yelahanka ligger 903 meter över havet och antalet invånare är 116 447.
Terrängen runt Yelahanka är platt. Runt Yelahanka är det mycket tätbefolkat, med 1 313 invånare per kvadratkilometer. Närmaste större samhälle är Bangalore, 14,3 km söder om Yelahanka. Omgivningarna runt Yelahanka är en mosaik av jordbruksmark och naturlig växtlighet.